# Chlosyne lacinia
Chlosyne lacinia är en fjärilsart som beskrevs av Charles Andreas Geyer 1837. Chlosyne lacinia ingår i släktet Chlosyne och familjen praktfjärilar. Inga underarter finns listade i Catalogue of Life.

## Bildgalleri

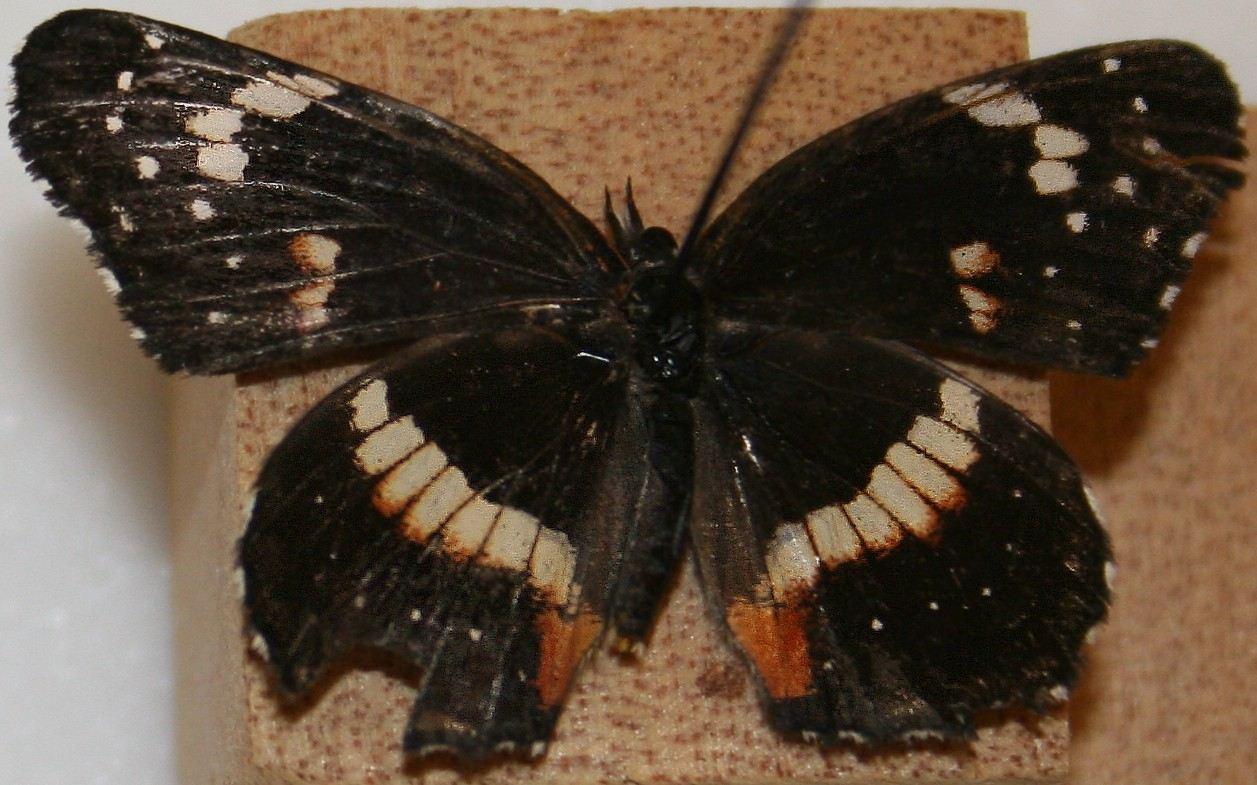
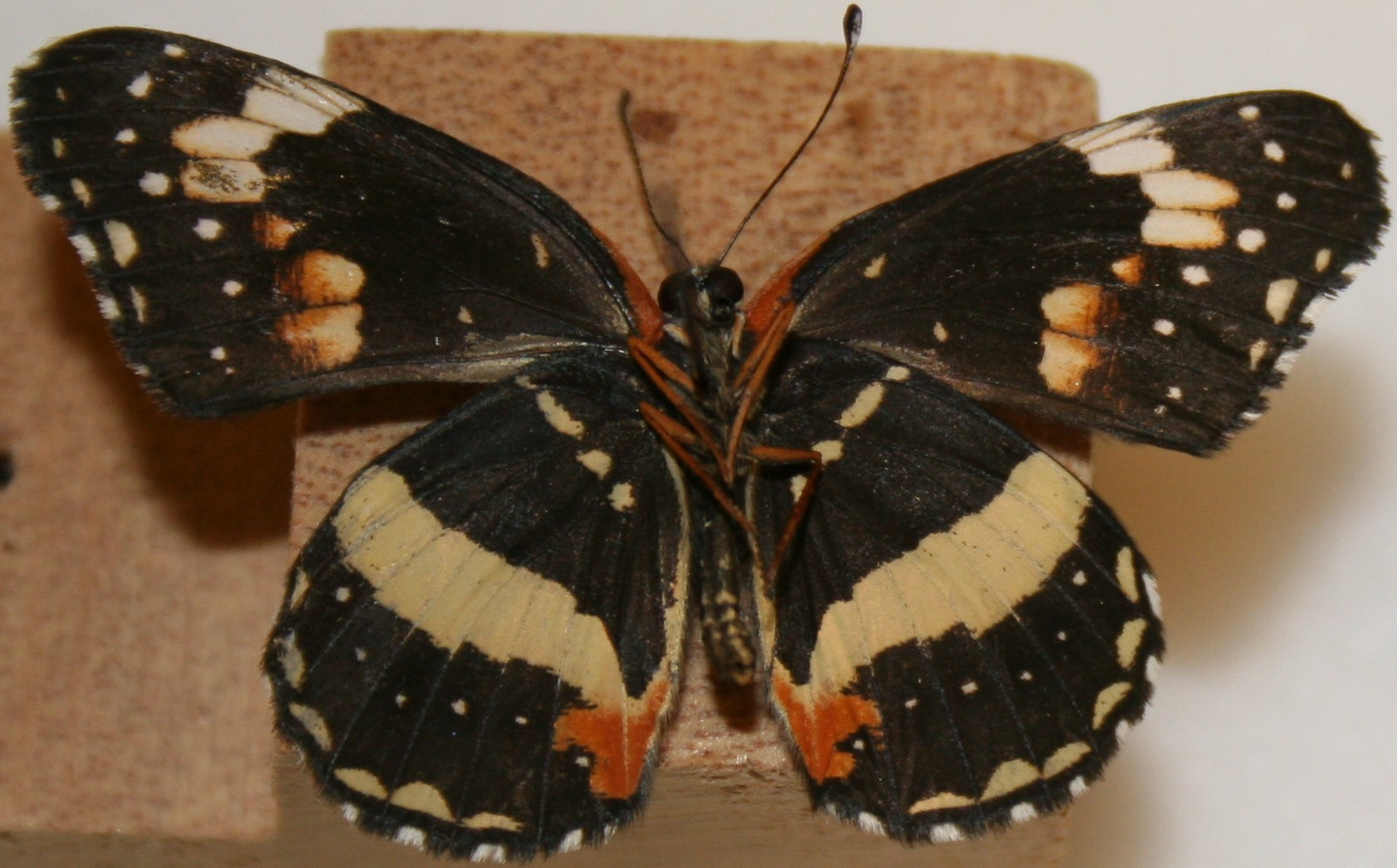
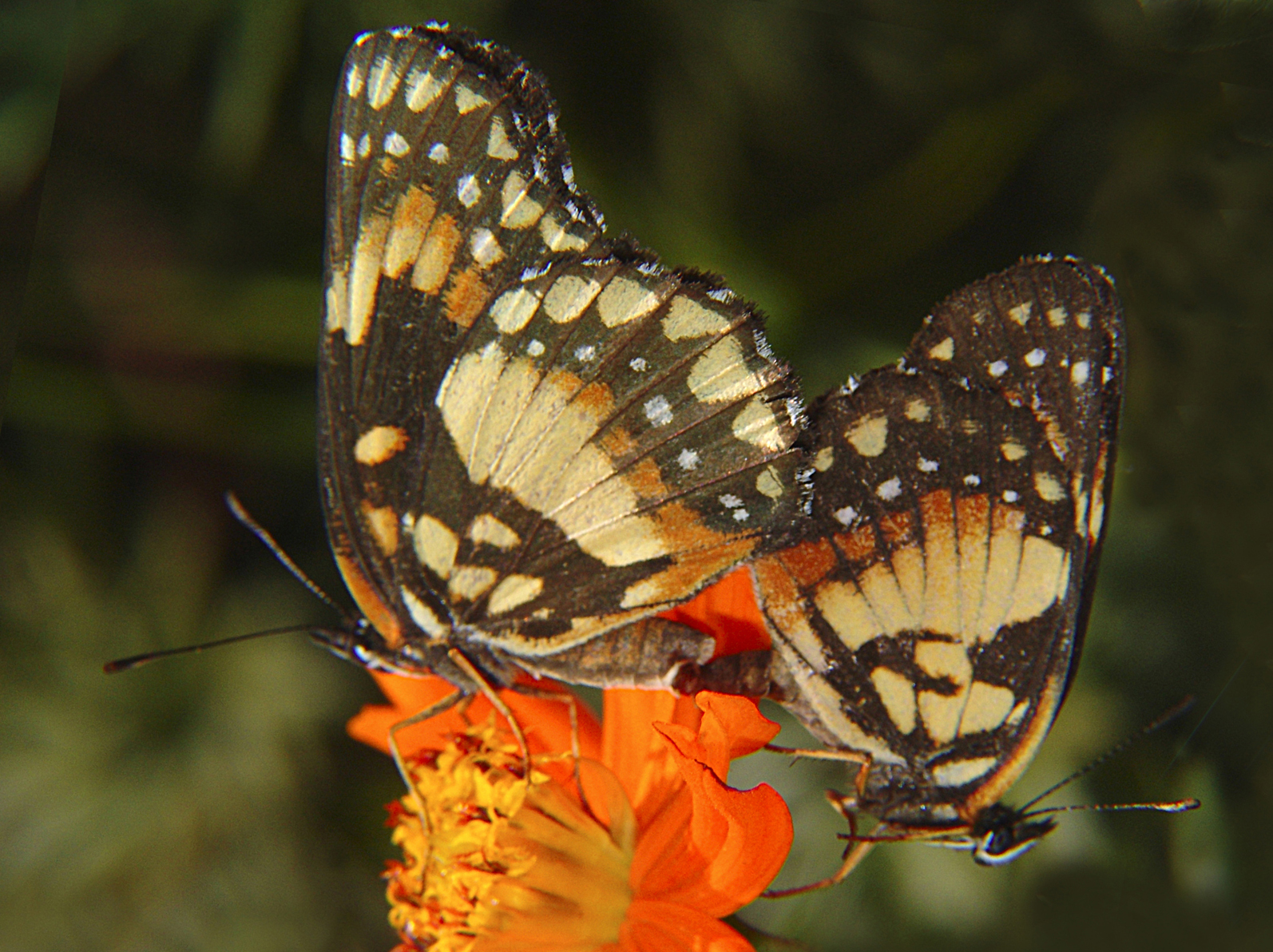